# Восточный Кильдин
Восточный Кильдин — населённый пункт в Кольском районе Мурманской области. Входит в сельское поселение Териберка. Расположен в восточной части острова Кильдин на берегу Кильдинского пролива.

## Население
| 2002 | 2010 |
| ---- | ---- |
| 22   | ↘4   |

Численность населения, проживающего на территории населённого пункта, по данным Всероссийской переписи населения 2010 года составляет 4 человека, из них 4 мужчины (100 %).